# Jürgen Beyer (Architekt)
Jürgen Beyer (* 1941; † 2021 in Weimar) war die deutscher Architekt und Denkmalpfleger in Weimar. Im Gedächtnis der Stadt Weimar bleibt er vor allem durch seine verantwortungsvollen Denkmalsanierungen. Auch legte er eine mit weiteren Autoren verfasste Geschichte des Schiller-Museums vor. 2019 wurde das Schillermuseum vom Land Thüringen für schutzwürdig befunden.

## Schriften (Auswahl)
- mit Ulrich Reinisch, Reinhard Wegner (Hrsg.): Das Schießhaus zu Weimar. Ein unbeachtetes Meisterwerk von Heinrich Gentz. VDG, Weimar 2016, ISBN 978-3-89739-832-0.
- Das Schießhaus in Weimar: ein bedeutendes Zeugnis der Stadtkultur um 1800. In: Weimar-Jena: Die große Stadt. Jg. 4, Nr. 3. Vopelius, Jena 2011, S. 173–197 (verlagvopelius.de [PDF; 1,4 MB; abgerufen am 25. August 2020]).
- mit Jürgen Seifert: Weimarer Klassikerstätten, Geschichte und Denkmalpflege. Bad Homburg 1993.
- mit Klaus Aschenbach, Jürgen Seifert (Hrsg.): Das Schillermuseum in Weimar. Ein Stadtbaustein der Ostmoderne. 2019, ISBN 978-3-944425-09-2.